# Autoroute A5
L'autostrada A5 collega Vert-Saint-Denis nei pressi di Parigi e una località nei pressi di Langres, 238 km dopo l'inizio. Il primo tratto è stato inaugurato nel 1990 e il suo itinerario fa parte delle strade europee E17, E54 e E511.

## Tracciato
| VERT-SAINT-DENIS - LANGRES                           |
| N104 (La Francilienne)                               |
| 210 Savigny-le-Temple                                |
| 213 Savigny-Plessis, Lieusaint, Moissy-Cramayel      |
| 220 Lieusaint, Moissy-Cramayel                       |
| Savigny-centre                                       |
| N6                                                   |
| Aire du Plessis-Picard-Les Poiriers/Ourdy            |
| 293 (uscita aperta nel 2006)                         |
| A105                                                 |
| Aire des Éprunes (lato Est)                          |
| Péage des Eprunes                                    |
| Aire des Éprunes (lato Ovest)                        |
| 371 Saint-Germain-Laxis                              |
| 346 Châtillon-la-Borde                               |
| Aire des Jonchets-La Grande Paroisee/Les Récompenses |
| 371 Forges                                           |
| 382 Marolles-sur-Seine                               |
| Aire des Rasets/Gravon                               |
| A19                                                  |
| Aire de Montand/Montaphilant                         |
| Villeneuve-l'Archevêque/Vauluisant                   |
| 419 Villeneuve-l'Archevêque                          |
| Aire des Tomelles/Fontvannes                         |
| 430 Troyes-Centre, Sainte-Savine                     |
| Aire de Saint-Pouange/la Coloterie                   |
| Troyes-Sud, Saint-Julien-les-Villas, Tonnerre        |
| A26                                                  |
| Aire de Troyes-Fresnoy-le-Château/Troyes-Le-Plessis  |
| Magnant                                              |
| Aire de Mondeville/Champignol                        |
| 493 Ville-sous-la-Ferté                              |
| Aire de Châteauvillain-Val-Marnay/Orges              |
| 504 Chaumont-Semoutiers                              |
| Aire de Bois-Moyen/Champs-à-la-Croix                 |
| A31                                                  |
| 532 Chaumont-Semoutiers                              |